# 라이프 (2015년 영화)
《라이프》(영어: Life)는 2015년 공개된 드라마 영화이다. 잡지 라이프의 사진사 데니스 스톡과 배우 제임스 딘의 우정을 그린 영화이다. 안톤 코르베인이 연출하고 루크 데이비스가 각본을 썼으며, 로버트 패틴슨이 데니스 스톡 역을, 데인 드한이 제임스 딘 역을 연기한다.

## 출연
- 로버트 패틴슨 - 데니스 스톡
- 데인 드한 - 제임스 딘
- 벤 킹즐리 - 잭 L. 워너
- 조엘 에저턴 - 존 G. 모리스
- 알레산드라 마스트로나르디 - 피에르 안젤리
- 스텔라 슈너벨 - 노마
- 마이클 테리오 - 엘리아 카잔
- 크리스틴 헤이거 - 베로니카
- 켈리 매크리리 - 어사 키트
- 에바 피셔 - 주디 갈런드
- 잭 풀턴 - 로드니 스톡